# Ювеналий (патриарх Иерусалимский)
Патриарх Ювена́лий, Иувеналий (греч. Πατριάρχης Ιουβενάλιος) — первый патриарх Иерусалима (до него предстоятели Иерусалимской церкви имели сан епископов).

## Биография
Точная дата рождения неизвестна.
Ювеналий стал епископом в 421—422 гг. Ему удалось добиться высшего иерархического положения, в котором иерусалимским епископам было отказано Никейским собором, признавшим за ними лишь «преимущество чести» на Вселенских соборах, но подчинившим их в обычных делах митрополиту Кесарии Палестинской. Благоприятствовало Ювеналию, по-видимому, влиятельное положение, которое он занял на Ефесском соборе 431 года, но сначала его притязаниям воспротивился Кирилл Александрийский, не желавший создавать в лице патриарха Иерусалимского опасного соперника епископам Александрии. Вскоре он смягчился, опасаясь перехода Ювеналия на сторону еретиков. Тогда против Ювеналия восстали другие восточные епископы; поднят был даже вопрос о низложении Ювеналия. По делу Евтихия был созван в Ефесе, в 449 году, новый Собор, председателем которого стал Ювеналий. Благодаря своим услугам на этом Соборе, Ювеналий добился от императора Феодосия II рескриптов в пользу своих претензий: он стал патриархом и на Соборе заседал выше патриарха Антиохийского Домна. Когда Феодосий II умер, Маркиан и Пульхерия высказались за православных и собрали новый Собор в Халкидоне. Этот собор осудил Диоскора и монофизитов. Ювеналий, в Ефесе державший сторону Диоскора, увидел себя в положении обвиняемого: несмотря на его немедленный разрыв с Диоскором, его исключили из заседаний Собора и предлагали осудить, но он принёс повинную. Настоятельные просьбы епископов Палестины и боязнь вызвать новый раскол привели к его помилованию; он был одним из тех, кто редактировал халкидонское вероопределение и написали послание папе Льву. Затем он вступил в соглашение с патриархом Антиохийским Максимом, предоставив ему власть над всей Финикией и Аравией, после чего Собор признал Ювеналия патриархом Иерусалимским, стоящим во главе трёх палестинских провинций. Перемена фронта в Халкидоне вовлекла Ювеналия в непримиримую вражду с монофизитскими монахами Палестины, противопоставившими ему антипатриарха в лице Феодосия. Ювеналий был вынужден покинуть Иерусалим и бежал в Константинополь. Военному начальнику Палестины было приказано изгнать Феодосия, Ювеналий вернулся в Иерусалим, где созвал Собор епископов всех провинций Палестины для утверждения халкидонских определений. Это доставило ему признание со стороны папы Льва.
Умер Ювеналий в 458 году.

## Почитание и факты
В Православной церкви Ювеналий канонизирован в лике святителей, память совершается 2 (15) июля.
С патриархом Ювеналием православное предание связывает появление в Константинополе вериг апостола Петра, которые он передал в дар императрице Евдокии.
Согласно церковному преданию, он являлся дядей святой равноапостольной Нине и дальним родственником святого великомученика Георгия.